# Kinder der Landstrasse

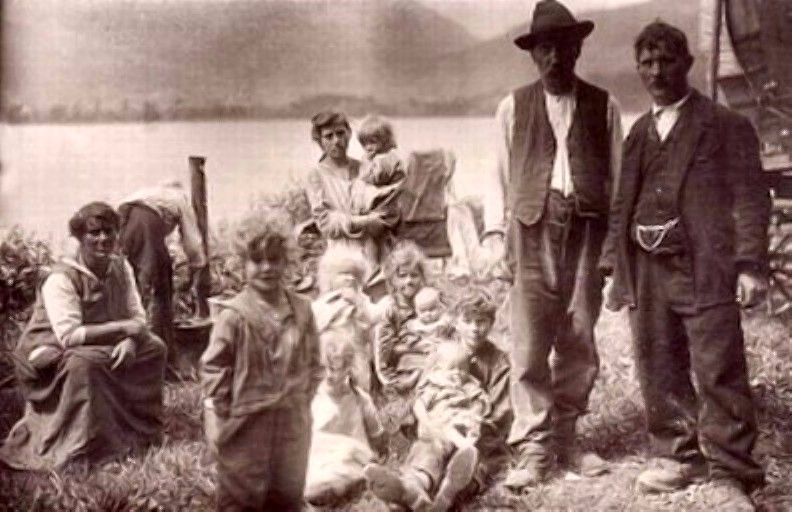
Jeniska personer i Schweiz år 1928.

Das Hilfswerk für die Kinder der Landstrasse (bokstavligen: "hjälporganisationen för landsvägens barn"), mer känd som Kinder der Landstrasse, var ett projekt genomfört av den schweiziska stiftelsen Pro Juventute från 1926 till 1973. Projektet syftade till att assimilera de resande Jenisch i Schweiz genom att tvångsomhänderta deras barn och placera dem i barnhem eller fosterhem. Cirka 590 barn påverkades av detta program.

## Historia
År 1926 inledde Pro Juventute, med stöd av statliga myndigheter och officiella institutioner, en systematisk process för att separera jeniska barn från deras familjer och placera dem i fosterhem, psykiatriska sjukhus och fängelser. Denna praxis, som kallades "omskolning", syftade till att etablera en bofast livsstil bland jeniska familjer, särskilt den yngre generationen. Dessa aktiviteter fortsatte i 47 år tills de avslutades 1973, till stor del på grund av medieuppmärksamhet och folkstorm.
Den schweiziska civillagen från 1912 tjänade som den juridiska grunden för den påtvingade separationen av familjer och barn. Den tillät myndigheter att frånta föräldrar vårdnaden vid fall av försummelse eller missbruk. Tillsynen över myndigheternas verksamhet tillämpades dock sällan. Det faktum att barnen tillhörde en resande (jenisk) familj ansågs vara tillräcklig anledning för deras bortförande.
Stiftelsen använde generiska psykiatriska rapporter som motivering för sina handlingar, vilket gav dem fullständig kontroll över barnen. Beslutsfattarna förlitade sig på den ogrundade tron att socialisering med familjen var skadlig, och kategoriserade jeniska familjer som socialt skadliga och i sin natur asociala på grund av deras resande livsstil. Dessa felaktiga antaganden var rotade i misskrediterade biologiska föreställningar, som såg det jeniska folket som "genetiskt asociala" och ett hot mot den bofasta majoritetsbefolkningen.

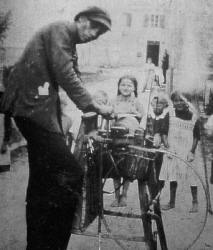
Jenisk saxslipare år 1900.

Följaktligen syftade stiftelsen till att ta bort barn från både resande och bofasta jeniska familjer, oberoende av föräldrarnas faktiska livsstil. Det avgörande kriteriet för borttagande av barn var deras samröre med en socialt marginaliserad grupp, såsom skrothandlare, korgmakare, saxslipare eller tiggare. I vissa fall separerades barn från sina mödrar omedelbart efter födseln. Barnen placerades i hem, ibland med utländska familjer, samt i psykiatriska sjukhus och fängelser. De tvingades också till barnarbete på gårdar. Kontakt mellan barn och föräldrar förhindrades, och ibland användes termen "välgörenhetsmyndling" för att dölja barnens verkliga status från deras släktingar. Barnmisshandel rättfärdigades som en utbildningsåtgärd för arbete. 1930- och 1940-talen bevittnade en topp i borttagandet av barn, med över 200 jeniska barn under stiftelsens kontroll.
Framstående personer som främjade befolkningssanering och rasbiologi var involverade i dessa praktiker. Psykiatern Josef Jörger, känd för sina psykiatriskt-eugeniska skrifter om den fiktiva "Familie Zero", och den tyske eugenikern Robert Ritter, självutnämnd "zigenarexpert", var bland dem. Heinrich Häberlin, ordförande för Pro Juventutes styrelse, beskrev det jeniska folket som "en mörk fläck i vår stolta schweiziska kultur" i en broschyr publicerad 1927, där han förespråkade deras eliminering. Dispensärer, lärare, präster och ideella organisationer gav stöd till stiftelsen. Även om lagstiftningen angav vissa gränser, överskreds dessa gränser ofta, vilket ledde till öppna lagbrott.
Skandalen fick internationell uppmärksamhet 1972 när journalister från tidningen Beobachter undersökte saken efter information från berörda jeniska individer. Den 15 april 1972 publicerade Hans Caprez en artikel med titeln "Kinder der Landstrasse", som avslöjade fakta och bakgrunden till programmet, vilket påverkade omkring 590 jeniska barn i Schweiz.

## Kontrovers och efterspel
Efter påtryckningar från allmänheten upplöste Pro Juventute stiftelsen våren 1973. Kvarvarande förmyndarskap avskaffades eller överfördes till andra personer. De schweiziska myndigheterna, som hade varit med och initierat projektet 37 år tidigare, tvingades att ge ekonomisk kompensation på mellan 2 000 till 7 000 schweiziska franc till varje offer. Dock genomfördes ingen rättslig process mot de ansvariga för projektet eller de myndigheter som ansvarade för övervakningen av systemet.
År 1975 erkändes det jeniska folket officiellt som en oberoende etnisk grupp i kantonen Bern. Sedan 1980-talet har självhjälpsorganisationer arbetat för att gottgöra och rehabilitera offren som led av behandlingen, som rättfärdigades av pseudovetenskapliga program.
Tvångsöverföring av barn från en nationell, etnisk, rasmässig eller religiös grupp till en annan grupp med avsikt att förstöra dem, helt eller delvis, betraktas som folkmord enligt FN:s
folkmordskonvention från 1948. Den schweiziska lagen kriminaliserar också handlingar som riktar sig mot individer baserat på deras nationalitet, ras, religion eller etnicitet. Vetenskaplig forskning stöder uppfattningen att det jeniska folket kan klassificeras som en av de grupper som skyddas enligt konventionen och schweizisk lag.
Trots löften om regeringens gottgörelse och ordentlig rehabilitering, inklusive en ursäkt från förbundsrådet (Bundesrat), har sådana åtgärder inte genomförts till dags dato. Endast "nödbetalningar" på minimala nivåer, från några tusen schweiziska franc, har gjorts till de överlevande offren för Kinder der Landstrasse.
Stiftelsen Naschet Jenische (bokstavligen: Uppstå, Jeniska!) grundades 1986 för att ta itu med den orättvisa som begåtts mot det jeniska folket i Schweiz, särskilt relaterat till Kinder der Landstrasse-programmet. År 1988 inrättades en fondkommission för att övervaka granskningen av de berörda individernas fall, vilken avslutade sitt arbete 1992. Schweiziska förbundsrådet styr nu direkt inspektionen av Pro Juventutes register. De berörda jeniska individerna fick totalt 11 miljoner schweiziska franc, där varje offer fick högst 20 000 schweiziska franc var. Naschet Jenisches huvudfokus är att ge råd och stöd till de berörda individerna och familjerna. Den hjälper jeniska människor med personliga, familje- och sociala frågor, särskilt i deras interaktioner med schweiziska myndigheter. Stiftelsen underlättar också granskningen av personliga akter och stödjer sökandet och återföreningen av familjer. Dessutom hjälper den jeniska individer att ansöka om ekonomiskt stöd från offentliga och privata institutioner, samt erbjuder vägledning i att hantera försäkrings- och skattefrågor. Pro Juventute finansierar stiftelsens rådgivningsverksamhet. Allmänhetens medvetenhet och utbildning om jeniska folkets historia och nuvarande situation i Schweiz är också viktiga aspekter av stiftelsens arbete.